# 0-10,000 Pares NABC
Los Pares NABC 0-10,000 o Pares NABC 10K se llevan a cabo en el Campeonato Norteamericano de Bridge (NABC) de la Summer American Contract Bridge League (ACBL).
El 10K NABC Pairs es un evento por parejas  puntos de partido de cuatro sesiones con dos sesiones de clasificación y dos sesiones finales. El evento está restringido a jugadores con menos de 10.000 puntos maestros. 

## Historia
La edición inaugural de 10K NABC Pairs se llevó a cabo en 2014 en la Summer NABC en Las Vegas, Nevada.

## Ganadores
| Año  | Ganadores                           | Subcampeones                      |
| ---- | ----------------------------------- | --------------------------------- |
| 2014 | John Jones, Mark Bartusek           | John Hoffman, Leila Sink          |
| 2015 | Frank Treiber III, Diane Travis     | Edward Piken, Viktor Anikovich    |
| 2016 | David Rodney, Rusty Krauss          | Mohsin Chandna, Jay Kelkar        |
| 2017 | Michael Lipkin, David Gurvich       | Pierre Daigneault, Francine Cimon |
| 2018 | Phil Clayton, Andrew Gumperz        | Edward Piken,Steve Cohen          |
| 2019 | Robert Kuhnreich, Elliot Sternlicht | Stephen Donahue, David Joyce      |